# Pentoniscus vargasae
Pentoniscus vargasae är en kräftdjursart som beskrevs av Klaus Ulrich Leistikow 1998. Pentoniscus vargasae ingår i släktet Pentoniscus och familjen Philosciidae. Inga underarter finns listade i Catalogue of Life.